# Los Supermachos
Los Supermachos es una historieta escrita y dibujada por Eduardo del Río García, Rius a partir de junio 1965.

## Argumento
La historia se desarrolla en el ficticio "San Garabato de las Tunas, Cuc.", un pueblito representativo del entorno político predominante en la época de los años 40, 50, 60 y 70. Se trata de un pueblito rural.
El personaje central es Juan Calzónzin, un indígena con un alto conocimiento filosófico del entorno nacional y mundial. En los primeros números Calzónzin utilizaba un sarape común y corriente y su personalidad es indefinida, sin embargo en números posteriores usa en lugar del clásico sarape usa una cobija eléctrica con el enchufe colgando. Tiene dos perros que se llaman Stalin y Boturini.
Chon Prieto, de profesión desconocida (aunque él dice que es Técnico en Paisaje), amigo inseparable de Calzónzin, borracho del pueblo. Su lugar favorito es la pulquería, donde bebe pulque directamente del barril, mientras se sumerge en él.
Don Perpetuo Del Rosal (Presidente municipal), cacique del pueblo por más de 30 años. Atendía más los asuntos desde la cantina que desde la Presidencia Municipal, por lo que decidió trasladar sus oficinas hacia dicho establecimiento, que al cabo como él dice "Para atender asuntos de estado, da lo mismo un escritorio que una barra". Don Perpetuo es miembro del partido en el poder, el R.I.P. clara burla al Partido Revolucionario Institucional (PRI).
El Lechuzo y Arsenio (policías). Elementos represivos del régimen de Don Perpetuo del Rosal.
Fiacro Franco (el cantinero), Un español venido de Asturias al pueblo, dueño de la cantina "El Sanatorio".
Don Lucas Estornino (el boticario) que representa a la clase media e ilustración en el pueblo (medio leído y escrito).
Ticiano Truye (el tendero).
Gedeón Prieto (burócrata) hermano de Chon Prieto, su nombre era una parodia del entonces Presidente Gustavo Díaz Ordaz (GDO).
Doña Eme de nombre completo Emerenciana "La Bigotona" (de la congregación religiosa "La vela perpetua"). Beata del pueblo.
Pomposa y Enedina (familia de Don Perpetuo, esposa e hija respectivamente).
Don Plutarco (el burgués).
Nicanor (el de la tuba musical).

## Adaptaciones cinematográficas
Alfonso Arau dirigió y protagonizó la película Calzonzin Inspector en 1973.